# Yueh Hua
Yueh Hua est un acteur hongkongais né le 13 juillet 1942 à Shangaï et mort le 20 octobre 2018 à Vancouver (Canada)[réf. nécessaire] ayant tourné plus d'une centaine de films à partir de la seconde moitié des années 1960.
Selon Lisa Stokes, il peut être considéré comme l'acteur le plus prolifique et le plus polyvalent de la Shaw Brothers.

## Biographie
Né à Shanghai d'une famille originaire de Canton, il est recruté par la Shaw Brothers en 1963. Rapidement, il a la chance de participer au film L'Hirondelle d'or dont le succès lance sa carrière ; il tourne aux côtés de Cheng Pei-pei six autres films par la suite. Au cours des années 1970, il s'illustre notamment dans les films de chevalerie de Chu Yuan mais tourne aussi des comédies et des films érotiques, parfois avec de prestigieux réalisateurs internationaux comme Alfonso Brescia. Il commence à jouer pour la télévision à partir de la fin des années 1970.

## Filmographie partielle
- 1966 : L'Hirondelle d'or : le chevalier alcoolique
- 1966 : The Monkey Goes West : Sun Wukong
- 1966 : Princess Iron Fan : Sun Wukong
- 1968 : Death Valley (film, 1968)
- 1968 : Mist Over Dream Lake
- 1970 : Brothers Five
- 1971 : Vengeance of a Snow Girl
- 1972 : Intimate Confessions of a Chinese Courtesan
- 1972 : Les Maîtres de l'épée
- 1973 : The House of 72 Tenants
- 1973 : Iron Bodyguard
- 1974 : Les Vierges des mers chaudes
- 1975 : Black Magic
- 1975 : Supermen contre Amazones d'Alfonso Brescia
- 1976 : La Guerre des clans (film)
- 1976 : Le Temple de Shaolin (film, 1976)
- 1977 : Le Tigre de jade
- 1977 : Kung Fu contre tuniques blanches
- 1977 : Le Complot des clans
- 1977 : Le Poignard volant
- 1978 : Le Masque infernal contre les tigresses du kung fu
- 1980 : A Deadly Secret
- 1983 : On the Wrong Track
- 1989 : Just Heroes
- 2008 : Les Trois Royaumes : La Résurrection du Dragon